# Pamela Tomé
Pâmela Costa Tomé (Caxias do Sul, 1993. október 26. –) brazil színésznő és modell.

## Élete és pályafutása
Caxias do Sulban született, Rio Grande do Sul városában. Tizenhárom évesen hagyta el otthonát, hogy São Paulóban elkezdhesse a modellkarrierjét, eközben számos divattrükköt elsajátítva.
Első szerepe a Malhação című brazil szappanoperában volt, amelyben egy évadon keresztül Alina Machado de Souzát játszotta. 
2017-ben a Sol Nascente telenovella sorozatban szerepelt.  
2018-ban Nathalia Dill, Chandelly Braz, Anajú Dorigon és Bruna Griphao mellett a Orgulho e Paixão című szappanoperában játszott, Jane-t alakítva.
2024-ben az Ayrton Senna autóversenyző életével foglalkozó Senna című életrajzi sorozatban Xuxa Meneghel brazil énekesnőt alakította 6 epizód erejéig.

## Magánélete
Korábban Eduardo Pimenta fotóssal járt, majd 2015-ben a szintén a Malhação-ban szereplő Francisco Vitti színésszel kezdett randevúzni. Kapcsolatuk rövidesen véget ért, de továbbra is barátok maradtak. Nem sokkal később a lemezlovas Rogério Varella párja lett.
2018 októberében randevúzni kezdett Rômulo Arantes Neto színésszel, a kapcsolat 2019 januárjában véget ért.

## Filmográfia

### Televízió
| Év   | Magyar cím | Eredeti cím                    | Szerep                       | Megjegyzések                            |
| ---- | ---------- | ------------------------------ | ---------------------------- | --------------------------------------- |
| 2014 |            | Aprendiz Celebridades          | Roberto Justus titkára       |                                         |
| 2015 |            | Malhação: Seu Lugar no Mundo   | Alina Machado de Souza       |                                         |
| 2016 |            | Malhação: Pro Dia Nascer Feliz | Alina Machado de Souza       | Epizódok: "Szeptember 28. – Október 4." |
| 2017 |            | Sol Nascente                   | Patricia de Freitas ( Paty ) | Epizódok: "Február 25. – Március 21."   |
| 2018 |            | Orgulho e Paixão               | Jane Benedict                |                                         |
| 2018 |            | Dança dos Famosos              | Résztvevő                    | 15. évad                                |
| 2021 |            | Gênesis                        | liba                         |                                         |
| 2022 |            | Reis                           | Lavinia                      |                                         |
| 2024 |            | Desejos S.A.                   | Valeria Camargo              |                                         |
| 2024 | Senna      | Senna                          | Xuxa Meneghel                |                                         |

### Mozi
| Év   | Cím               | Szerep |
| ---- | ----------------- | ------ |
| 2024 | Fazendo meu Filme | Alice  |

### Videóklip
| Év   | Cím              | Album        | Zenekar |
| ---- | ---------------- | ------------ | ------- |
| 2016 | "Sei Que é Você" | "Tudo Nosso" | Onze 20 |